# Elimar Freiherr von Fürstenberg
Elimar Freiherr von Fürstenberg (* 27. September 1910 in Kadiköy, Istanbul; † 10. Juli 1981 in Wesseling bei Bonn) war ein deutscher Politiker (Bayernpartei, später CSU).
Elimar von Fürstenberg, der Sohn des bayerischen Kämmerers Friedrich Leopold Johannes von Fürstenberg (1876–1946), besuchte das Gymnasium in Landshut, um anschließend Philosophie und Staatswissenschaften zu studieren. 1929 wurde er Mitglied der katholischen Studentenverbindung K.D.St.V. Teutonia Fribourg. 1936 promovierte er zum Dr. phil. 1937 bis 1939 arbeitete er für die Deutsche Bank- und Diskontgesellschaft Istanbul, bis er zum Kriegsdienst eingezogen wurde.
Nach der Kriegsgefangenschaft kehrte er 1947 nach Deutschland zurück. Seit 1948 war Fürstenberg Dozent an der Hochschule Regensburg. Bei der Bundestagswahl 1949 wurde er für die Bayernpartei im Bundestagswahlkreis Landshut mit 32,9 % der Stimmen direkt in den Deutschen Bundestag gewählt, dessen Mitglied er bis 1953 blieb. Am 19. Januar 1951 trat er zur CSU über. Bei der zweiten Bundestagswahl 1953 kandidierte er nicht mehr. Nach seinem Ausscheiden aus der Politik wurde er deutscher Konsul in Marseille.

## Schriften (Auswahl)
- Kausalität als formal-hypothetisches Prinzip der Seins-Struktur. Dissertation München 1948.
- Der Selbstwiderspruch des philosophischen Atheismus. Regensburg 1960.
- mit Helmut Ruppert: Der Südsudan in Sklavenketten. Regensburg 1969.